# Каркадієшть
Каркадієшть, Каркадієшті (рум. Carcadiești) — село у повіті Вилча в Румунії. Входить до складу комуни Лунджешть.
Село розташоване на відстані 157 км на захід від Бухареста, 54 км на південь від Римніку-Вилчі, 44 км на північний схід від Крайови.

## Населення
За даними перепису населення 2002 року у селі проживали 236 осіб, усі — румуни. Усі жителі села рідною мовою назвали румунську.